# Sitowszczina
Sitowszczina (ros. Ситовщина) – wieś (ros. деревня, trb. dieriewnia) w zachodniej Rosji, w osiedlu wiejskim Lubawiczskoje rejonu rudniańskiego w obwodzie smoleńskim.

## Geografia
Miejscowość położona jest w dorzeczu Bierieziny, 7,5 km od granicy z Białorusią, 14 km od najbliższej stacji kolejowej (Krasnoje), 12,5 km od drogi magistralnej M1 «Białoruś», 1,5 km od drogi regionalnej 66N-1612 (66N-1608 / Lubawiczi – Szyłowo – Izubri), 17 km od drogi federalnej R120 (Orzeł – Briańsk – Smoleńsk – granica z Białorusią), 4 km od centrum administracyjnego osiedla wiejskiego (Lubawiczi), 17 km od centrum administracyjnego rejonu (Rudnia), 67,5 km od Smoleńska.
W granicach miejscowości znajduje się ulica Ługowaja.

## Demografia
W 2010 r. miejscowość zamieszkiwało 12 osób.

## Historia
W czasie II wojny światowej od lipca 1941 roku wieś była okupowana przez hitlerowców. Wyzwolenie nastąpiło w październiku 1943 roku.